# Степашки
Степа́шки (укр. Степашки) — село в Гайсинском районе Винницкой области Украины.
Население по переписи 2001 года составляет 809 человек. Занимает площадь 2,709 км².
Код КОАТУУ — 0520885603. Почтовый индекс — 23743. Телефонный код — 4334.

## Известные уроженцы и жители
В селе родились:
- Иван Жмурко (1914—1955) — лётчик, участник Великой Отечественной войны, Герой Советского Союза.
- Николай Рудык (1918—1943) — танкист, участник Великой Отечественной войны, Герой Советского Союза.
- Яков Борейко (1923—2009) — лётчик, участник Великой Отечественной войны.

В селе погиб персонаж народных песен Савва Чалый.

## Адрес местного совета
23743, Винницкая область, Гайсинский р-н, с. Степашки, ул.1 Мая, 23